# Repomucenus macdonaldi
Repomucenus macdonaldi är en fiskart som först beskrevs av Ogilby, 1911.  Repomucenus macdonaldi ingår i släktet Repomucenus och familjen sjökocksfiskar. Inga underarter finns listade i Catalogue of Life.